# Fuori dall'hype
Fuori dall'hype è il quarto album in studio dei Pinguini Tattici Nucleari, pubblicato il 5 aprile 2019. Si tratta del primo lavoro del gruppo per la Sony Music. L'uscita dell'album è stata anticipata dal singolo Verdura, pubblicato il 18 gennaio dello stesso anno. Il 6 aprile 2019 è partito l'omonimo tour che ha coperto diversi centri in Italia, concludendosi il 16 settembre a Modena.
L'album è stato ristampato il 7 febbraio 2020 con il titolo Fuori dall'hype - Ringo Starr, in una nuova edizione contenente cinque tracce aggiuntive, compreso il singolo Ringo Starr con cui la band si è classificata in terza posizione al Festival di Sanremo 2020.
Il disco, che aveva inizialmente debuttato alla 12ª posizione della Classifica FIMI Album, ha raggiunto un nuovo picco in seguito al suo rientro alla 2ª posizione dopo la pubblicazione della ristampa a febbraio 2020. Il 17 febbraio 2020 viene certificato disco d'oro.

## Tracce
Testi e musiche di Riccardo Zanotti.
1. Fuori dall'hype – 3:50
2. Antartide – 4:35
3. Lake Washington Boulevard – 3:48
4. Monopoli – 3:57
5. Nonono – 3:31
6. Scatole – 4:05
7. Sashimi – 3:50
8. La banalità del mare – 3:12
9. Verdura – 3:29
10. Freddie – 4:57

### Fuori dall'hype - Ringo Starr
Testi e musiche di Riccardo Zanotti.
1. Ringo Starr – 3:03
2. Ridere – 3:34
3. Bergamo – 4:48
4. Fuori dall'hype – 3:51
5. Antartide – 4:35
6. Lake Washington Boulevard – 3:49
7. Monopoli – 3:59
8. Nonono – 3:32
9. Scatole – 4:06
10. Sashimi – 3:51
11. La banalità del mare – 3:13
12. Verdura – 3:30
13. Freddie – 4:58
14. Cancelleria (Live @ RCA Studio) – 5:52
15. Irene (Acustica) – 4:38

## Classifiche

### Classifiche settimanali
| Classifica (2020) | Posizione massima |
| ----------------- | ----------------- |
| Italia            | 2                 |

### Classifiche di fine anno
| Classifica (2019) | Posizione |
| ----------------- | --------- |
| Italia            | 76        |
| Classifica (2020) | Posizione |
| Italia            | 8         |
| Classifica (2021) | Posizione |
| Italia            | 19        |
| Classifica (2022) | Posizione |
| Italia            | 24        |
| Classifica (2023) | Posizione |
| Italia            | 33        |
| Classifica (2024) | Posizione |
| Italia            | 42        |